# Corte Palasio
Corte Palasio es una localidad y comune italiana de la provincia de Lodi, región de Lombardía, con 1.493 habitantes.

## Evolución demográfica
| Gráfica de evolución demográfica de Corte Palasio entre 1861 y 2001 |
|                                                                     |
| Fuente ISTAT - elaboración gráfica de Wikipedia                     |